# Madre de Deus (nave)
Madre de Deus (it. Madre di Dio), anche Mãe de Deus o Madre de Dios, era una caracca portoghese di dimensioni eccezionali che fu catturata dai corsari elisabettiani durante il suo secondo viaggio. La cattura di questa nave, oltre ad un favoloso bottino, permise al Regno d'Inghilterra di mettere le mani su nuove carte nautiche segrete per l'Estremo Oriente dei portoghesi che contribuirono (insieme alle carte entrate in possesso di Francis Drake grazie alla cattura della São Filipe nel 1587) ad incrinare il monopolio coloniale portoghese nell'Oceano Indiano.

## Descrizione
La Madre de Deus era una caracca di dimensioni pantagrueliche: lunghezza 50 m; larghezza 14m; dislocamento 1.600 t e capacità di carico di 900 t. Aveva sette ponti, una sovrastruttura dorata, 32 cannoni oltre ad altre armi. L'equipaggio è stato stimato in 600-700 membri.

## Storia
Costruita a Lisbona nel 1589, la Madre de Deus era progettata per trasportare grandi carichi di tesori lungo la rotta per l'India.
Nel 1592, in virtù dell'Unione iberica e con la Guerra anglo-spagnola (1585-1604) in corso, il Trattato anglo-portoghese del 1373 decadde e i legni lusitani divennero un bersaglio per la Royal Navy (nella fattispecie, i corsari elisabettiani noti come Sea Dogs).
Il 3 agosto di quell'anno (le fonti variano in base alla data), uno squadrone inglese di sei navi armato dal conte di Cumberland e da Walter Raleigh partì per le Azzorre per intercettare le navi spagnole di ritorno dal Nuovo Mondo ma s'imbatté nella flotta portoghese di ritorno dall'India all'isola di Corvo. Dopo una feroce battaglia di un giorno presso l'isola di Flores (v. Battaglia di Flores), in cui furono uccisi molti marinai portoghesi, gli inglesi catturarono la Madre de Deus che, al comando di Fernão de Mendonça Furtado (fatto sbarcare a terra dagli inglesi insieme ai pochi superstiti della battaglia), stava tornando da Cochin con un carico enorme.
Il favoloso bottino stivato nella grande caracca comprendeva: casse piene di gioielli e perle, monete d'oro e d'argento, ambra grigia, rotoli di stoffa di alta qualità, arazzi pregiati, 425 tonnellate di pepe, 45 tonnellate di chiodi di garofano, 35 tonnellate di cannella, 3 tonnellate di macis, 3 tonnellate di noce moscata, 2,5 tonnellate di benjamin (una resina balsamica altamente aromatica usata per profumi e medicine), 25 tonnellate di cocciniglia e 15 tonnellate di ebano.

La perdita di siffatto carico in un colpo solo convinse i Portoghesi della follia di costruire navi così gigantesche, spingendoli a riportarsi sulle dimensioni standard delle caracche precedenti l'Unione Iberica.

C'era anche un documento, stampato a Macao nel 1590, contenente preziose informazioni sul commercio di Cina e Giappone. Il geografo inglese Richard Hakluyt osservò che era "racchiuso in una cassa di legno di cedro dolce e avvolto quasi cento volte in un raffinato tessuto di Calicut, come se fosse stato un gioiello incomparabile".
La Madre de Deus venne ancorata a Dartmouth e lì fatta oggetto di furti su scala industriale: la fama del suo tesoro attirava commercianti, grassatori, truffatori e ladri da miglia di distanza. Quando Walter Raleigh riuscì a mettere ordine nel caso, il valore del carico, inizialmente stimato in mezzo milione di sterline (cioè quasi la metà del tesoro dell'Inghilterra a quei tempi e forse il secondo tesoro più grande mai ammassato dopo il riscatto di Atahualpa) era stato ridotto a £ 140.000.